# Степаново (Дмитровський міський округ)
Степа́ново (рос. Степаново) — присілок у складі Дмитровського міського округу Московської області, Росія.

## Населення
Населення — 64 особи (2010; 55 у 2002).
Національний склад (станом на 2002 рік):
- росіяни — 100 %